# Ghana
Ghana (tidligere Guldkysten), officielt Republikken Ghana, er et land i Vestafrika. Det ligger ud til Guineabugten og Atlanterhavet mod syd og det grænser op til Elfenbenskysten mod vest, Burkina Faso mod nord, Togo mod øst. Ghana har et areal på 239.567 km² og rummer forskellige biomer fra kystsavanne til tropisk regnskov. Landet har næsten 35 millioner indbyggere, og det er det næstmest folkerige land i Vestafrika (efter Nigeria). Hovedstaden og den største by i Ghana er Accra; andre vigtige byer inkluderer Kumasi, Tamale og Sekondi-Takoradi. I 1957 blev Ghana den første koloni i Afrika syd for Sahara, der opnåede uafhængighed.
De tidligste kongeriger i Ghana var Dagbonriget i nord og Bonoman i i syd, og Bonoman eksisterede i området omkring 1000-tallet. Ashantiriget og andre Akankongeriger i syd opstod i de næste århundreder. Fra 1400-tallet og fremefter begyndte Det portugisiske koloniimperium og andre europæiske stormagter at kæmpe om handelsrettighederne i området indtil det Britiske Imperium til sidst etablerede sin kontrol over kysten i 1800-tallet. Efter mere end et århundredes modstand mod kolonimagten blev de nuværende landegrænser etableret, der omfatter fire separate britiske koloniområder: Guldkysten, Ashanti, Nordlige Territorier og Britisk Togoland. Der blev forenet i en uafhængig stat under Commonwealth of Nations. Den 6. marts 1957 blev Ghana den første koloni i Subsaharisk Afrika der opnåede uafhængighed. Under præsident Kwame Nkrumah blev landet indflydelsesrigt i afkoloniseringsarbejde og den panafrikanske bevægelse.
Ghana er et multietnisk land med mange lingvistiske og religiøse grupper; men dog er akanfolket langt den største gruppe, og de udgør flertallet. De fleste ghanesere er kristne (71.3 %); og næsten en femtedel er muslimer, mens omkring en tiendedel udøver traditionelle religioner eller melder at de ikke identificerer sig med nogen religion. Ghana er en enhedsstat med konstitutionelt demokrati, der ledes af en præsident, som er både statsoverhoved og regeringschef. I 2012 blev landet rangordnet som nummer syv med hensyn til politisk stabilitet i Afrika ifølge Ibrahim Index of African Governance og som nummer fem ifølge Fragile States Index. Ghana var i perioden 1966-1982 præget af talrige militærkup, men har siden 1991 opretholdt en af de frieste og mest stabile regeringer på kontinentet. Landet klarer sig ligeledes godt inden for sundhedsvæsen og menneskelig udvikling, så meget, at det har haft en signifikant betydning i Vestafrika og Afrika som helhed. Ghana har de senere år haft udfordringer med at sikre økonomisk vækst og fattigdomsreduktion. Ghana er meget integreret i internationale anliggender, og landet er et af de grundlæggende medlemmer af De alliancefrie landes bevægelse og af Den Afrikanske Union (tidligere Organisationen for afrikansk enhed) samt medlem af Economic Community of West African States, Group of 24 og Commonwealth of Nations.

## Etymologi
Navnet Ghana kommer fra Wagadu, der var et stort rige i Vestafrika, der eksisterede fra 200- til 1200-tallet; Wagadu fik navnet Ghana af arabiske handelsfolk, der var en del af Trans-Sahara-handelen. Man mener, at Ghana stammer fra titlen Kaya Maghan som regenten af Wagadu havde, og som kan oversættes til guldets hersker. Da Guldkysten forberedte sin uafhængighed valgte Kwame Nkrumah der ledede uafhængighedsarbejdet og blev nationens leder og første premierminister og senere første præsident Ghana, for at give en følelse af samhørighed og frihed blandt det ghanesiske folk. Navnet var en magtfuld påmindelse om deres fælles forhistorie og det gamle riges eksistens, der engang havde påvirket en større region. Det indkapslede det ghanesiske folks forhåbninger om selvstyre, fremskridt og en fremtid præget af værdighed og modstandsdygtighed.

## Historie
Ghana opnåede selvstændighed i 1957. Indtil dette tidspunkt hed landet Guldkysten, men den første ting, man gjorde fra officielt hold, var at skifte navnet til Ghana; navnet stammer fra et stort afrikansk rige, der eksisterede ca. 1000 år tidligere nordvest for det nuværende Ghana, og samtidig blev landets nye flag og nationalvåben taget i anvendelse. Guldkysten var de tidligere kolonimagters navn for området.

### Tidlig historie
Der er arkæologiske vidnesbyrd om landbrug i det nuværende Ghanas området fra omkring 1400 f.v.t., og der har været en bosiddende befolkning fra i hvert fald 400 e.v.t. Det historiske Ghanarige, som Republikken Ghana senere blev opkaldt efter, eksisterede i perioden 700-1000, men dets område lå ikke indenfor de nuværende landegrænser, men længere mod vest. Fra 1100 til 1900 var området præget af en række småstater, hvoraf nogle få i det nordlige nuværende Ghana udviklede sig til større riger med en centralmagt, formodentlig dannet af hausaer, som kom østfra. Det gjaldt således de fire stater Mamprusi, Dagomba, Nanumba og Gonja, der menes grundlagt i 1300-1400-tallet. I begyndelsen af det 19. århundrede var der omkring 100 mindre og større statsdannelser i Ghana. De to vigtigste var Denkyira og Ashantiriget. Det sidstnævnte blev fra første halvdel af 1700-tallet det handelsmæssige og administrative centrum for hele det centrale Ghana. Nævnes bør også Fantikonføderationen af mindre stater, der var et af de tidligste afrikanske forsøg på at danne en moderne stat efter europæisk mønster. Konføderationen udarbejdede sin egen forfatning i 1868. Fantikonføderationen blev dog overvundet og opløst af Storbritannien i 1873 og blev derefter en del af den britiske koloni Guldkysten.

### Koloniperioden
Fra slutningen af 1400-tallet begyndte europæiske købmænd at besejle området, der i Europa blev kendt som Guldkysten, og det udviklede sig efterhånden til europæisk kolonisation af landet.
Danmark-Norge havde fra 1658 til 1850 besiddelser på Guldkysten. Der blev etableret plantager og købt guld, elfenben samt slaver, der blev sendt til de dansk-vestindiske øer.
Andre europæiske magter var også repræsenteret på Guldkysten. Portugiserne kom til i 1471 og hollænderne i 1598. Sverige var også repræsenteret i en kort periode fra 1652, hvor de byggede et fort kaldet Carolusborg. Danmark erobrede i forbindelse med Carl Gustav-krigen 1657-60 fortet i 1658, men mistede det året efter til hollænderne. Danmark havde dog allerede grundlagt Fort Frederiksborg, og i 1661 blev Fort Christiansborg grundlagt. Det blev siden hovedsædet for dansk kolonial tilstedeværelse i området.
Hollænderne førte en meget dominerende politik i området og overtog i 1642 de portugisiske besiddelser. Danmark kom også under pres, men den danske tilstedeværelse blev reddet af briterne som i løbet af den anden britisk-hollandske krig 1664-67 slog hollænderne. I 1664 erobrede de med dansk artilleristøtte fra Frederiksborg Carolusborg, som blev omdøbt til dets nuværende navn Cape Coast Castle.
Handelen drejede sig i begyndelsen om civile varer som fx klæde, glas m.m., som blev udvekslet for guld og elfenben, men gradvist skiftede handelen karakter. I sidste halvdel af 1600-tallet blev våben-for-slaver et dominerende element i handelen. De forskellige lokale folkeslag – som fx Akim, Akwamu, Ashanti og Fanti – førte talrige krige mod hinanden. Krigsfanger blev bragt ned til de europæiske handelsforter, som købte dem og bragte dem til Amerika som slaver.
På dette tidspunkt var europæerne kun repræsenteret i kystområderne, hvor de lå i skarp konkurrence med hinanden fra deres respektive forter. De lokale afrikanske magter udnyttede den interne strid mellem europæerne til at presse prisen og stille krav. Ville en europæisk kommandant ikke makke ret, lagde den lokale konge forterne fra den pågældende nation under belejring og dirigerede handelen andre steder hen. I nogle tilfælde udsattes den besværlige kommandant endda for giftmord. Det er derfor på dette tidspunkt forkert at tale om kolonisering. Europæernes stilling på kysten understreges af, at der også måttes betales leje for forterne til de lokale magthavere. Fra ca. 1750 var det primært Ashanti- og Fante-folket, som dominerede kystområdet og indlandet, hvor guldet, elfenbenet og slaverne kom fra.
Først senere, da briterne havde besejret en hollandsk-Ashanti-alliance i 1873, begyndte, hvad man kan kalde en kolonisering af området. De hollandske besiddelser blev overtaget af briterne, og både Fante- og Ashanti-riget fik status som britiske protektorater. I 1896 blev områderne officielt annekteret af briterne. Året efter et Ashanti-oprør udråbtes i 1901 de samlede britiske besiddelser som kronkolonien Britisk Guldkysten.
Under anden Verdenskrig leverede kolonien soldater til de britiske felttog i Italiensk Somaliland, Abyssinien (Etiopien) og Burma. I koloniens miner hentedes specielt mangan til produktion af kanoner.

### Arbejdet for selvstændighed
I mellemkrigstiden begyndte der at vokse politiske organisationer frem i den britiske koloni. I 1920 blev således National Congress of British Westafrica stiftet. Organisationen krævede at få politisk indflydelse og en større modernisering af samfundet. Efter anden verdenskrig begyndte ghaneserne at rejse krav om uafhængighed, og landet blev i stigende grad præget af strejker og uroligheder i kampen for selvstændighed. Flere demonstranter blev fx i 1950 dræbt af britisk beskydning fra det britiske hovedsæde i kolonien, det tidl. danske fort Christiansborg, i byen Accra.
I 1947 blev organisationen United Gold Coast Convention (UGCC) grundlagt med skolelæreren Kwame Nkrumah som leder. UGCP var moderat og havde især støtte blandt den afrikanske middelklasse i kolonien. Dets mål var at opnå selvstyre. Allerede året efter dannelsen brød Nkrumah imidlertid ud af UGCP og grundlagde et nyt politisk parti med navnet Convention People's Party (CPP). Dette parti var et mere radikalt nationalistisk parti, der gik ind for øjeblikkelig selvstændighed for kolonien, så den blev til en egentlig stat. Nkrumah ledede i 1949 aktioner for selvstændighed, som førte til, at han blev arresteret af briterne, men da CPP vandt valget til koloniens nationalforsamling i 1951, blev han løsladt og blev i stedet premierminister i kolonien fra 1952. Efter at CPP på ny havde vundet valgene til nationalforsamlingen i 1954 og 1956, og en folkeafstemning havde vist flertal for selvstændighed, accepterede briterne endelig kravet om ghanesisk uafhængighed.

### Selvstændig stat

#### Første republik
Ghana opnåede uafhængighed den 6. marts 1957. Det var den første af kolonierne i Afrika syd for Sahara, der blev selvstændig. Datoen blev gjort til det nye lands nationaldag. I forbindelse med selvstændigheden blev mandatområdet Britisk Togoland, en tidligere tysk koloni, også en del af den nye stat, efter at en folkeafstemning i området havde givet et flertal på knap to tredjedele for unionen.
Nkrumah, der havde været premierminister for det indre selvstyre i kolonien Guldkysten og var leder af det dominerende parti CPP, fortsatte som premierminister i det uafhængige Ghana. Koloniens selvstændighed vakte opmærksomhed på hele kontinentet. Nkrumah blev eksponent for en generel afrikansk selvstændighedsbevægelse på kontinentet og blev snart betragtet som en af de vigtigste afrikanske politiske ledere, og Ghana blev et centrum for politisk antikolonialisme og panafrikansk tænkning. I 1960 blev landets forfatningsmæssige status efter en folkeafstemning ændret til en republik, og Nkrumah blev landets første præsident. Der voksede en personkult op om ham, og efter en ny folkeafstemning blev landet gjort til en etpartistat med CPP som det eneste tilladte parti.
I den første tid efter uafhængigheden fortsatte man udviklingsplanlægningen fra det britiske styre, men med større fokus på infrastruktur og især elektricitetsforsyning, som skulle skaffes via en dæmning ved Volta. Dette skulle bane vejen for en industrialisering af Ghana, hvor man var langt mere selvforsynende med produkter, man ellers måtte importere.
Efterhånden opstod der imidlertid større utilfredshed med Nkrumahs og CPP's styre. Økonomisk tilbagegang, korruption, beskyldninger om magtmisbrug og en stigende udenrigspolitisk orientering imod Østblokken og tilsvarende isolation fra Vesten var de vigtigste årsager. Både i 1962 og 1964 var der mislykkede militærkup mod regeringen, og i februar 1966 gennemførte hæren og politiet med støtte fra det amerikanske efterretningsagentur CIA et tredje kup og afsatte Nkrumah. I stedet overgik magten til et nationalt befrielsesråd, hvis stærke mand var general Joseph Ankra. Ankrah styrede landet de næste tre år, men ophævede i 1969 forbuddet imod partipolitik og overlod magten til en ny civil regering.

#### Anden republik
Dermed begyndte Ghanas Anden Republik. Partiet Progressive Party vandt det resulterende parlamentsvalg, og dets leder Kofi Busia blev landets premierminister. Han styrede landet de følgende tre år, mens den nu mindre væsentlige præsidentpost gik på omgang mellem flere personer. Busia kunne imidlertid ikke løse landets økonomiske problemer, og i 1972 greb militæret igen ind og afsatte den civile regering. Den nye stærke mand var oberstløjtnant (senere general) Ignatius Kutu Acheampong, der som præsident og formand for det militære National Redemption Country styrede landet fra 1972 til 1978. Som følge af interne modsætninger i styret blev han ved et paladskup afsat til fordel for oberstløjtnant (senere general) Frederick W.K. Akuffo. Herefter blev der planlagt nye valg, hvor det blev tilladt for de politiske partier at deltage.

#### Tredje Republik
Midt under valgkampen overtog en gruppe yngre officerer med kaptajn Jerry Rawlings i spidsen magten ved et nyt kup den 4. juni 1979, hvor de dannede Armed Forces Revolutionary Council til at styre landet. Det nye styre henrettede en række ledende officerer, heriblandt de tre tidligere statsledere Afrifa, Acheampong og Akuffo, men lod i øvrigt valget finde sted og overdrog efterfølgende magten til en civil regering ledet af Hilla Limann, der vandt præsidentvalget, samtidig med at hans parti People's National Party (PNP) vandt valget til nationalforsamlingen. Dette indledte Den Tredje Republik i Ghana.
Limanns regeringstid var dog præget af indre uenighed i regeringen, og stigende fødevarepriser og utilfredshed med den økonomiske politik medførte strejker og uroligheder i landet. Det var baggrunden for, at Jerry Rawlings nytårsaftensdag 1981 for anden gang tog magten ved et militærkup. Denne gang ophævede han forfatningen og nationalforsamlingen og forbød politiske partier, mens han selv overtog styret som statschef og formand for et nyt forsvarsråd. Rawlings førte en radikal populistisk politik, der i de første år var populær, men efterhånden mødte stigende modstand.

#### Fjerde Republik
Der var efterhånden både ydre og indre pres for en demokratisering. Oppositionskræfter dannede således bevægelsen Movement for Freedom and Justice. I 1991 blev politiske partier igen tilladt, og i 1992 blev en ny grundlov foreslået af regeringen godkendt ved en folkeafstemning. Samme år blev der afholdt valg til såvel en ny nationalforsamling som præsidentposten. Her manifesterede sig igen de traditionelle skillelinjer i ghanesisk politik mellem en strømning, der påberåbte sig en radikal og panafrikansk tradition i tråd med landsfaderen Nkrumah overfor en mere konservativ og traditionalistisk retning i tråd med Busias politik. Rawlings, der udråbte sig selv til Nkrumahs arvtager og stillede op for National Democratic Congress, vandt præsidentvalget med 58,3 % af stemmerne overfor New Patriotic Partys kandidat Albert Adu Boahen. Observatører fra Commonwealth of Nations godkendte, at valget var foregået demokratisk, men oppositionen var uenig, og mange boykottede det efterfølgende parlamentsvalg. Rawlings blev indsat som civil præsident i januar 1993, hvormed Ghanas Fjerde Republik startede sin tilværelse.
Rawlings gennemførte i 1990'erne økonomiske reformer, der var ønsket af Verdensbanken, og som gav anledning til kraftige indenlandske protester, men sikrede støtte fra udenlandske donorer. Ghanas økonomi blev kraftigt forbedret i den følgende årrække. Der var flere gange kraftige sammenstød mellem demonstranter og politiet, og i 1994-1995 blev den nordlige del af Ghana desuden ramt af etniske uroligheder mellem konkomba- og bimoba-folkene, der stredes om jordrettigheder. Alligevel oplevede landet en større politisk stabilitet end tidligere, og de demokratiske processer blev mere fast forankrede. Rawlings vandt en stor sejr ved præsidentvalget i 1996, men kunne som følge af forfatningen ikke stille op ved det næste valg i 2000, fordi han havde siddet i to valgperioder. I stedet opstillede hans vicepræsident John Evans Atta Mills, som imidlertid tabte til John Kufour fra NPP, som også blev genvalgt i 2004. NPP vandt samme år også flertal i parlamentet. I 2008 var det Kufour, som var afskåret fra at opstille ved flere valg, og ved præsidentvalget dette år vandt Atta Mills fra NDC knebent over NPP's Nana Akufo-Adda.
Da Ghana i marts 2007 fejrede 50-års-jubilæet som selvstændig stat, blev landet fremhævet som en af succeshistorierne i Afrika med både økonomisk vækst og politisk stabilitet. Præsident Mills døde i sit embede i juli 2012, og hvervet som præsident blev overtaget af hans vicepræsident John Dramani Mahama, der også vandt det efterfølgende præsidentvalg samme år.
Ved valget den 7. december 2016 fik oppositionens (dvs. NPP's) kandidat Nana Akufo-Addo 53,85 procent af stemmerne, mens Mahama fik 44,40 procent. Den 7. januar 2017 blev Akufo-Addo taget i ed som præsident. Ved valget 7. december 2020 blev Akufo-Addu genvalgt med 51,6 % af stemmerne. Modkandidaten var også denne gang John Dramani Mahama, der fik 47,4 % af stemmerne.
Ved valget den 7. december 2024 vandt John Dramani Mahama med 56,55 % af stemmerne.
Akufo-Addu kunne ikke genvælges i 2024, da han allerede havde været præsident i to perioder, og loven begrænser antallet af præsidentperioder til to. Dominerende temaer i valgkampen var korruption, økonomi, arbejdsløshed og illegal minedrift.
Mahama tiltræder den 7. januar 2025. Hans vicepræsident, Jane Naana Opoku-Agyemang, bliver landets første kvinde på posten.

### Præsidenter
Tre år efter selvstændigheden i 1960 blev Ghana en republik med den hidtidige premierminister Kwame Nkrumah som landets første præsident. Siden har landet haft følgende præsidenter:
- 1960-1966	Kwame Nkrumah (NDC)
- 1966-1969	Joseph Arthur Ankrah (militærstyre)
- 1969-1970	Akwasi Amankwa Afrifa
- 1970-1972	Edward Akufo-Addo
- 1972-1978	Ignatius Kutu Acheampong (militærstyre)
- 1978-1979	Frederick W.K. Akuffo (militærstyre)
- 1979 Jerry Rawlings (militærstyre)
- 1979-1981	Hilla Limann (PNP)
- 1982-2001	Jerry Rawlings (militærstyre, fra 1993: NDC)
- 2001-2009	John Kufuor (NPP)
- 2009-2012	John Atta Mills (NDC)
- 2012-2017	John Dramani Mahama (NDC)
- 2017-2025 Nana Akufo-Addo (NPP)
- 2025- 	John Dramani Mahama (NDC) (forventet)

Udover perioderne med militært styre har landets præsidenter som regel tilhørt enten en panafrikansk og oprindeligt radikal strømning repræsenteret ved Kwame Nkrumahs parti New Democratic Congress (NDC) eller en mere konservativ og traditionel strømning, i den Fjerde Republik repræsenteret af partiet New Patriotic Party (NPP).

## Demografi
Ghanas befolkning blev anslået til 22.535.000 indbyggere i 2005. 37,8 % er under 15 år, 58,7 % er 15-64 år, mens 3,6 % er over 65 år eller mere. Medianalderen er 38,4 år. Estimater af fødselsraten er 29,22 fødsler pr. 1000 personer, mens dødsraten er på 9,39 pr. 1000 personer. Den forventede levealder er 59,49 år (58,65 år for mænd og 60,35 år for kvinder).
Ghanas befolkning lever langs kysten og i de større byer Accra og Kumasi. Ghana er inddelt i mindre grupper, der taler mere end 50 sprog og dialekter. De grupper er akan, som udgør 45,3 % af befolkningen, mole-dagbon 15,2 %, wwe 11,7 %, ga-dangme 7,3 %, guan 4 %, gurma 3,6 %, grusi 2,6 %, mande-busanga 1 %, og andre folkeslag udgør 7,8 % (2000). Engelsk, som er det officielle sprog, bruges i alle skoler.
Ghana har religionsfrihed og variation. Kristendom er den mest udbredte religion i landet med 68,8 %, 15,9 % er muslimer, 8,5 % tror på traditionelle religioner, 0,7 % hører til andre, mens 6,1 % ikke har nogen religiøs tilknytning. Læsefærdigheden blandt mænd er højere end hos kvinder med 57,9 % (66,4 % for mænd og 49,8 % for kvinder). Hiv/aids-andelen er anslået til 3,1 %, og sandsynligheden for infektionssygdomme er meget høj. En folketælling i 1960 viste, at Ghana havde omkring 6,7 millioner indbyggere. I 1970 blev der talt op til 8,5 millioner indbyggere; en stigning på 27 %. Det forventes, at befolkningstallet vil nå 35 millioner indbyggere i 2025. Mistænkte kriminelle og hekse udsættes for vold og mobning.

### Uddannelse
Ghanas uddannelsessystem er opdelt i tre dele; grundlæggende uddannelse, sekundær cyklus og tertiær uddannelser. Den grundlæggende uddannelse varer 11 år og går fra 4-15 år. Den er opdelt i børnehave (2 år), grundskole (to moduler på hver 3 år) og juniorskole (3 år). Juniorskolen slutter med Basic Education Certificate Examination. Når en elev er blevet certificeret ved eksamen kan vedkommende fortsætte i den sekundære cyklus. Eleven har således valget mellem almen uddannelse (udbydes af gymnasiet) og erhvervsuddannelse (udbydes af teknisk skole eller de tekniske og erhvervsrettede institutter). Seniorgymnasium varer 3 år og fører til West African Senior School Certificate Examination, der en forudsætning for at blive indskrevet på universitetets bacheloruddannelser.:7  Polytekniske uddannelser er tilgængelige for elever fra de tekniske gymnasier.
Det tager 4 år at læse en bachelorgrad, og den kan følges op med en 1- eller 2-årig kandidatgrad, der igen kan suppleres med en ph.d. på mindst 3 år.:9  De polytekniske uddannelser tager 2 eller 3 år. Ghana har kollegier til uddannelse. Nogle af landets universiteter er University of Ghana, Kwame Nkrumah University of Science and Technology og University of Cape Coast.
Mere end 95% af børn i Ghana går i skole. Gennemsnitligt kunne 81 % af alle mænd og kvinder i alderen 15-24 år kunne læse i 2010, hvoraf det for mændendes tilfælde var 82%, og 80% blandt kvinderne. Landets uddannelsessystem tiltrækker årligt mange udlandlandske studerende særligt på universiteterne.
Ghana har har gratis uddannelse i de 6 år i grundskolen fra 6-årsalderen. Regeringen finansiere en stor del af den grundlæggende uddannelser i befolkningen, der består af grundskole og juniorskole. Gymnasierne var støttet af staten indtil september 2017/2018, hvor gymnasielle uddannelser blev helt gratis. På det højere uddannelsesniveau finansiere staten mere end 80% af udgifterne til offentlige universiteter, polytekniske uddannelser og læreruddannelser. En del af Free Compulsory Universal Basic Education, Fcube, står for alle grundskolerne og betaler lærerbøger og andet ting til uddannelserne. I privatskolerne bliver uddannelsesmateriale som lærebøger mv. finansieret af private.

### Universel sundhedspleje
Ghana har et system med universel sundhedspleje, National Health Insurance Scheme (NHIS), der er beregnet til ghanesiske statsborgere. Sundhedsvæsnet varierer, og i 2012 var over 12 millioner ghanesere dækket af NHIS. Storbyer er godt serviceret, og har størstedelen af landets hospitaler, klinikker og apoteker. Der findes mere end 200 hospitaler i Ghana, og landet er også mål for medicinsk turisme. I 2010 var der 0,1 læger per 1.000 personer og 0,9 hospitalssenge per 1.000 personer. I 2010 stod udgifter til sundhedssektoren for 5,2 % af Ghanas BNP. I 2020 annoncerede Verdenssundhedsorganisationen, at Ghana blev det andet land i WHO African Region der fik status som "modenhedsniveau 3", der er den næsthøjeste klassificering (ud af fire) fra National medicines regulatory systems.
Den forventede levetid for personer født i 2024, var 69 år for kvinder, og 64 for mænd. Spædbørnsdødeligheden var 39 per 1.000 levendefødte i 2013. Kilder på den forventede levetid ved fødsel varierer. World Health Organization (WHO) estimerer 62 år for mænd, og 64 for kvinder, født i 2016. Fertilitetsraten gik ned fra 3,99 (2000) til 3,28 (2010), hvor tallet var 2,78 i storbyområder i 3,94 i landområder. FN rapporterede at fertilitetsraten var faldet fra 6,95 (1970), til 4,82 (2000), og til 3,93 levende fødsler per kvinde i 2017.
I 2012 var omkring 1,40 % af voksne mellem 15-49 inficeret med HIV/AIDS.

## Geografi
Ghana ligger ud til Guineabugten få grader nord for ækvator. Landet har et areal på 238.540 km², og har en kystlinje på 560 km ud til Guineabugten i den sydlige del af Atlanterhavet. Øerne Dodi Island og Bobowasi Island ligger udenfor sydkysten. Ghana ligger mellem breddegraderne 4°45'N og 11°N, og længdegraderne 1°15'E og 3°15'W. Nulmeridianen går igennem Ghana, bl.a. igennem byen Tema. Ghana er geografisk tættere på hvor Nulmeridianen og Ækvator krydser hinanden end noget andet land, da nulpunktet (0°, 0°), ligger i Atlanterhavet omkring 614 km sydøst for Ghana.
Ghana er domineret af græssletter blandet med buskområder og skove langs de sydlige kyster. Skovene går fra kysten omkring 320 km nordpå ind i landet, og østpå omkring 270 km, men dog opdelt af områder hvor der foregår minedrift efter mineraler samt skovbrug. I Ghana findes fem økoregioner Østghanesiske skove, Guinea skov-svannemosaik, Vestsudansk savanne, Centralafrikansk mangrove og Guineamangrove. I 2018 havde landet en gennemsnitlig score på 4.53/10 på Forest Landscape Integrity Index hvilket placerede Ghana som nummer 112 i verden ud af 172 lande.
Floden Hvide Volta (eller Nakambé) og dens biflod Sorte Volta løber sydpå i Ghana til Voltasøen, der er verdens tredjestørste reservoir efter volumen og den største efter overfladeareal. Reservoaren blev skabt efter opførslen af Akosombodæmningen, der stod færdig i 1965. Vandet løber ud af Voltafloden og videre ud i Guineabugten. Den nordligste del af Ghana er Pulmakong og den sydligste del af landet er Cape Three Points.
| Vartegn, grænser og regioner | Vartegn, grænser og regioner                                            | Vartegn, grænser og regioner                                                                         |                                                                                          |
| --- | ----------------------------------------------------------------------- | --- | ---------------------------------------------------------------------------------------- |
| \| \| Kystsletter \| Accra, Apam, Cape Coast, Elmina, Kakum National Park, Kokrobite, Nzulezo, Sekondi-Takoradi, Ada Foah \| Guineabugten kystslette med regeringssæde og hovedstaden, fæstninger, forter og regnskov \| \| \| Ashanti-Kwahu \| Koforidua, Kumasi, Obuasi, Sunyani \| Skovklædte bakker og Ashantiriget \| \| \| Voltabassinet \| Tamale \| Voltasøen, flodsystem der føder ind i den og Ghanas østlige grænsekontrol \| \| \| Nordsletterne \| Wa, Bolgatanga, Mole National Park \| Savannesletter med nordghanesiske handelsruter og grænsekontroller \| |                                                                         | |                                                                                          |
| Bosættelser |                                                                         | |                                                                                          |
| Accra | Regeringssæde og hovedstad.                                             | |                                                                                          |
| Bolgatanga | Paga Crocodile Pond ligger her.                                         | |                                                                                          |
| Cape Coast | Carolusborg er UNESCO's Verdensarvssted.                                | |                                                                                          |
| Elmina | Kystby med fæstningen Castelo de São Jorge da Mina.                     | |                                                                                          |
| Koforidua | Aburi Botanical Gardens.                                                | |                                                                                          |
| Kumasi | Traditionelt centrum for Ashantiriget.                                  | |                                                                                          |
| Obuasi | Verdens nienstørste guldmine og mineby.                                 | |                                                                                          |
| Sekondi-Takoradi | Surfstrande som Busua Beach, og UNESCO verdensarv.                      | |                                                                                          |
| Tamale | Største bosættelse i Dagbonriget og indgang til Mole National Park.     | |                                                                                          |
| Yendi | Traditionel hovedstad for Dagbonriget og sæde for dagbonkongen Yaa Naa. | |                                                                                          |
| | Kystsletter                                                             | Accra, Apam, Cape Coast, Elmina, Kakum National Park, Kokrobite, Nzulezo, Sekondi-Takoradi, Ada Foah | Guineabugten kystslette med regeringssæde og hovedstaden, fæstninger, forter og regnskov |
| | Ashanti-Kwahu                                                           | Koforidua, Kumasi, Obuasi, Sunyani                                                                   | Skovklædte bakker og Ashantiriget                                                        |
| | Voltabassinet                                                           | Tamale                                                                                               | Voltasøen, flodsystem der føder ind i den og Ghanas østlige grænsekontrol                |
| | Nordsletterne                                                           | Wa, Bolgatanga, Mole National Park                                                                   | Savannesletter med nordghanesiske handelsruter og grænsekontroller                       |

## Administrativ inddeling
Ghana har siden 2019 været opdelt i 16 regioner, som igen (pr. 2021) er inddelt i 261 lokale distrikter som også kaldes "metropolitan, municipal and district assemblies" (MMDA's, engelsk: storby-, kommune- og distriktsforsamlinger).
Der var tidligere 10 regioner. Efter en folkeafstemning i regionerne i 2018, blev der dannet seks nye regioner, så landet fra 2019 er opdelt i nuværende 16 regioner.
| Tidligere region | Regionshovedstad | Ny region     | Regionshovedstad |
| ---------------- | ---------------- | ------------- | ---------------- |
| Ashanti          | Kumasi           | Ashanti       | Kumasi           |
| Brong-Ahafo      | Sunyani          | Bono          | Sunyani          |
| Brong-Ahafo      | Sunyani          | Bono East     | Techiman         |
| Brong-Ahafo      | Sunyani          | Ahafo         | Goaso            |
| Central          | Cape Coast       | Central       | Cape Coast       |
| Eastern          | Koforidua        | Eastern       | Koforidua        |
| Greater Accra    | Accra            | Greater Accra | Accra            |
| Northern         | Tamale           | Northern      | Tamale           |
| Northern         | Tamale           | Savannah      | Damongo          |
| Northern         | Tamale           | North East    | Nalerigu         |
| Upper East       | Bolgatanga       | Upper East    | Bolgatanga       |
| Upper West       | Wa               | Upper West    | Wa               |
| Volta            | Ho               | Volta         | Ho               |
| Volta            | Ho               | Oti           | Dambai           |
| Western          | Sekondi-Takoradi | Western       | Takoradi         |
| Western          | Sekondi-Takoradi | Western North | Wiawso           |

## Økonomi og erhverv

### Landbrug og fiskeri
Landbrug er et hovedbeskæftigelsesområde i Ghana. Den vigtigste eksportafgrøde er kakao. Ghana har været verdens største eksportør af kakao. De bønder, der dyrkede kakao har i lange perioder måttet sælge til statsopkøbere til kunstigt lave priser. Det har betydet, at mange kakaobrug er forfaldet, og megen kakao er smuglet ud til nabolande med højere kakaopriser. Langt den største produktion i landbruget er dog fødevarer som: kassava, yams, madbananer (plantains), cocoyams, majs, sorghum, ris og hirse.
Der er en betydelig husdyravl, men ikke nok til at dække efterspørgslen. Det er hovedsageligt fjerkræ, geder, får, kvæg og svin.
Fiskeri er primært til hjemmemarkedet.

### Minedrift
Ghana er rig på mange grundstoffer, men minedriften er især koncentreret om guld, diamanter, mangan og aluminium.
Guldet, som gav navn til Ghana i kolonitiden (Guldkysten) udvindes især i Obuasi.
Diamanter graves frem i jordoverfladen omkring floden Birim. Det er mest små industridiamanter, der udvindes.
Mangan, der benyttes i stålindustrien, udvindes i området omkring Tarkwa. Ghana har været verdens største eksportør af mangan.
Bauxit, som bruges til fremstilling af aluminium, udvindes omkring Awaso. Der er et aluminiumsværk i byen Tema.

### Industri
Før uafhængigheden var der stort set ingen industri i Ghana. Som led i Nkrumahs planer om at industrialisere Ghana var det første store projekt at skaffe elektricitet. I 1962-65 opførtes en dæmning over Voltafloden ved Akosombo. Elektriciteten fra Voltadæmningen skulle bl.a. bruges til et nyt industrielt kraftcenter i byen Tema med aluminiums-smelteri, stålværk og olieraffinaderi.

#### Bilindustri
Den indiske bilproducent Mahindra har bygget en samlefabrik i nærheden af Accra. Bilmærket, der har været på det ghanesiske marked siden 2010, bliver markedsført i en række afrikanske lande. Den mest populære bil er Mahindra XUV500, der sælges til blandt andet statslige og private organisationer, industrier og FN's hjælpeorganisationer. Små elektriske bybiler som Mahindra e2o, står også på programmet.
I 2020 åbnede Volkswagen en samlefabrik i den økonomiske zone, i nærheden af Tema, og i november 2024 blev kinesiske Sinotrucks samlefabrik indviet af præsident Nana Akufo-Addo.

### Service
Tekst mangler, hjælp os med at skrive teksten

### Turisme
I 2011 havde Ghana besøg af 1.087.000 turister, med personer fra Sydamerika, Asien, Europa og Nordamerika. Blandt attraktionerne og turistdestinationerne i landet er vandfald som Kintampovandfaldet og det største vandfald i Vestafrika, Wlivandfaldet, de palmebeklædte sandstrande, huler, bjerge, floder og søer som Bosomtwesøen og den største menneskeskabte sø i verden baseret på overfladeareal, Voltasøen, dusinvis af forter og fæstninger opført fra 1400-tallet til 1800-tallet, verdensarvssteder, naturreservater og nationalparker. Blandt landets berømte fæstninger er Cape Coast Castle og Castelo de São Jorge da Mina. Fæstningerne er i mange tilfælde omdannet til museer, der fortæller om slavehandel og hvordan afrikansk kulturarv blev stjålet og ødelagt i forbindelse med kolonisering og slavehandel. Ghanas fæstninger og forter blev udnævnt til UNESCO verdensarv på listen over monumenter med begrundelsen at "Fæstninger og forter i Ghana har ikke alene formet landets historie, men hele verdens over fire århundrede som fokus på den første guldhandel og derefter slavehandel. De er et vigtigt og emotionelt symbol på europæisk-afrikanske møder og hvor den afrikanske diaspora er begyndt."
Statistik udgivet af World Economic Forum i 2010 viste at ud af verdens mest eftertragtede turistmål var Ghana nummer 108 ud af 139 lande. Landet var to pladser højere oppe end i 2009. I 2011 udgav Forbes en liste, der rangerede Ghana som det 11.-mest turistvenlige land i verden. Den var baseret på en undersøgelse fra 2010 hvor en større gruppe rejsende var blevet adspurgt. Blandt de lande fra Afrika, som var inkluderet på listen, var Ghana det højst rangerede land. Turisme er den fjerdestørste kilde til udenlandsk valuta for landet. I 2024 var Ghana rangeret som det 55. mest fredelige land i verden.
Langs Ghanas kyster er der blevet identificeret og markedsført adskillige surf-områder af både lokale og internationale surfere. Flere steder foregår surfing blandt traditionelle fiskebåde.
Ifølge Destination Pride, der er en søgeplatform til at visualisere verdens LGBTQ+-love, rettigheder og lignende, så scorer Ghanas Pride 22 ud af 100.

### Videnskab og teknologi
Ghana lancerede et mobilnetværk i 1992. Det blev senere forbundet til internettet og introducerede ADSL-bredbåndsservice. I 2024 blev landet rangeret som nummer 99 på Global Innovation Index.
Ghana Space Science and Technology Centre (GSSTC) og Ghana Space Agency (GhsA) varetager Ghanas rumforskning og rumprogram. GSSTC og GhsA arbejdede på at have en national observationssatelit til miljøovervågning sendt i kredsløb i 2015. Ghanas årlige beløb der går til rumforskning har været 1 % af BNP, der bruges på videnskab og teknologi. I 2012 blev Ghana valgt til at sidde med i Commission on Science and Technology for Sustainable Development in the South (Comsats); Ghana er også en del af det sydafrikanske rumforskningsprogram South African National Space Agency.

## Transport
Næsten al transport i Ghana er vejtransport, og mere end 95 % af passager- og godstransporten sker på vejene. Det meste af passagertrafikken mellem de større byer sker med private taxaer og
minibusser, ofte kaldt "tro tro".

### Jernbane
Ghanas jernbaner forbinder nogle af landets større byer, men er begrænset til sletterne syd for Kumasi. De fleste baner har enkelspor, og i 1997 var der kun 32 kilometer med dobbeltspor. Der er ingen jernbaneforbindelse til nabolandene, men man er ved at bygge en linje fra Tema via Ho og Tamale til Ouagadougou i Burkina Faso. Den første del, en 97 km lang forbindelse mellem Tema og Mpakadan, blev indviet af præsident Nana Akufo-Addo den 22. november 2024. Linjen, der er er landets første med normalspor, er bygget med støtte fra Indien.
Jernbanen er smalsporet med en sporvidde på 1.067 mm, og er ved at blive forbedret og udvidet ind i landet. Den har 1.300 km spor fordelt på tre linjer, der alle har passagertrafik. Mineraler, kakao og tømmer står for de fleste godstransporter.

### Luftfart
Ghana har 12 flyvepladser, hvoraf Kotoka International Airport er den største. I 2023 transporteredes 3,7 millioner passagerer med fly, hvoraf 2,9 millioner var internationale passagerer og 0,77 millioner indenrigspassagerer.

### Skibstrafik
Ghana har to havne ved atlanterhavskysten. Den ældste er Takoradi Harbour, der ligger i et industriområde Sekondi-Takoradi, og er landets største eksporthavn. Den får 600 anløb om året, og fungerer også som havn for indlandsstater i Sahelregionen, som f.eks.
Mali, Burkina Faso og Niger. Omkring 65 % af Ghanas eksport og 20 % af dets import går gennem havnen. De største eksportvarer er kakao, tømmer, bauxit og magnesium. Containertrafikken går gennem Tema Harbour.
På Voltasøen er der skibstrafik mellem Akosombo og Buipe. Der er færgetrafik flere steder over søen og over floderne Volta, Ankobra og Tano.

## Kultur

### Arkitektur
Der findes overordnet to typer traditionelle ghanesiske bygninger; en serie forbundne bygninger med en fælles gård, som er mest almindelige i de sydlige regioner, og runde hytter med græstag, der er mest typisk for de nordlige regioner. Postmoderne arkitektur og high-tech-arkitektur findes i de sydlige regioner, men primært i det større byer, mens verdensarvssteder findes i form af mere end 30 forter og fæstninger fordelt over hele året, heriblandt Fort William og Fort Amsterdam. Flere af fæstninger er indrettet som museer, der giver besøgende adgang til at set arkitekturen indefra, dette tæller bl.a. Carolusborg og Castelo de São Jorge da Mina. Derudover er findes Military Museum og National Museum der begge har arrangeret midlertidige udstillinger om landets fæstninger.
Ghana har museer, der beskæftiger sig med arkitektur i specifikke regioner, og en række museer viser arkitektoniske traditioner og historier i forskellige områder.

### Mad og drikke
Ghanesisk mad inkluderer bl.a. et udvalg af supper og stuvninger med varieret skaldyr og fisk. De fleste ghanesiske supper er tilberedt med grøntsager, kød, fjerkræ eller fisk. Fisk er en vigtig næringskilde, tilapia, bagte eller steg fiskeyngel, røget fisk og krebs er dog også almindelige ghanesiske retter. Banku (akple) er en almindelig stivelsesholdig ret lavet af malet majs. Den og andre majsmelbaserede retter som kɔmi (kenkey) og banku (akple) ledsages oftest af en form for stegt fisk (chinam) eller grillet tilapia og et meget krydret krydderi lavet af rå røde og grønne chilier, løg og tomater (pebersauce). Banku og tilapia er en kombination, der serveres i de fleste restauranter. Fufu er den mest almindelige ghamesiske ret, der serveres i andre lande og er en delikatesse blandt ghanesere og afrikanere i resten af verden. Ris er et almindeligt basismåltid over hele landet, med serveringer af forskellige risbaserede retter til morgenmad, frokost og aftensmad, hvor de primære varianter kaldes waakye, almindelig ris og stuving ("otte kontomire" eller tomatsovs), stegte ris og jollofris.

### Tekstil
Adinkra er symboler der bruges til dekoration af tekstiler. Symbolerne blev udviklet i 1200-tallet, og blev broderet eller trykt på det tøj de kongelige brugte til ceremonier. Hvert motiv har sin egen betydelse. De kan være dekorative på samme måde som tatoveringer, men kan også udtrykke forskellige budskaber.
Forskellige folkegrupper i Ghana bruger forskelligt tøj, men det mest kendte er Kente. Kente bruges i landets nationaldragt, men også til moderne tøj. Det fremstilles i Ashantiregionen og i dele af Elfenbenskysten. Tøjet bliver håndvævet i smalle strimler på en liggende væv, og syet sammen til et større stykke tøj. Navnet kente kommer fra ordet kɛntɛn, som betyder kurv, og de første der vævede Kentemønstre, brugte palmefibrer til sine kurve. Idag bruger man bomuld eller silke i klare farver, eller kunstfiber.
Mændenes tøj består av et cirka 2,5 meter bredt, og 3,5 meter langt stykke tøj, der er syet sammen af 24 strimler. Det bliver draperet rundt om kroppen som en toga, med bar højre skulder og arm. Kvindernes tøj er lavet af ét stort, eller to til tre mindre stykker tøj, der er syet af fem til tolv, to meter lange strimler.
Kentetøj er blevet trendy i de vestlige lande, og i 2018 brugte f.eks. Louis Vuitton Kentetøj på en modeopvisning i Paris. Kente er også blevet brugt af amerikanske kongressmedlemmer ved demonstrationer i kongressen.

### Musik og dans
Ghanas musik inkorporerer musikinstrumenter som trommer, bl.a. akantrommer, goje (strengeinstrument) og kolokolut, hofmusik, inklusive akanseperewa (strengeinstrument), akanatumpan, Gpanlogo stil, og træ-xylofoner i asonkomusik. Afrikansk jazz blev skabt af den ghanesisiske musiker Kofi Ghanaba. Highlife er en form for sekulær musik, der opstod i 1900-tallet og siden spredte sig i Vestafrika.
I 1990'erne blev der skabt en musikgenre, som inkorporerer elementer fra highlife, Afro-reggae, dancehall og hip hop kaldet hiplife.
Ved særlige lejligheder findes en række traditionelle danse fra Ghana. Disse inkluderer Adowa, Kpanlogo, Azonto, Klama, Agbadza, Borborbor og Bamaya. Dansegruppen Nana Otafrija Pallbearing Services, også kendt som Dancing Pallbearers, kommer fra kystbyen Prampram. Gruppen blev kendt efter en BBC-historie i 2017, der viste dem danse mens de bar en kiste, og blev efterfølgende en del af et internetmeme i begyndelsen af coronaviruspandemien i 2020.

### Sport
Fodbold er den mest populære sport i Ghana, fulgt af boksning, atletik, badminton og basketball.
Ghanas fodboldlandshold, "Black Stars", har vundet Africa Cup of Nations, fire gange, og
ved OL i Barcelona i 1992 vandt holdet en bronzemedalje, efter at blandt andet at have mødt Danmarks fodboldlandshold.
Ghana deltog første gang i de olympiske lege under Sommer-OL 1952 i Helsingfors under sit tidligere navn Guldkysten, og har siden 1960 deltaget i de fleste sommerlege, og flere gange i de olympiske vinterlege. Landets bedste resultat ved OL er en sølvmedalje i boksning. Den blev vundet av Clement Quartey i let weltervægt ved den olympiske bokseturnering i 1960.

### Verdensarv
To områder i Ghana er optaget på UNESCOs liste over verdensarv.
- Handelsforter i Ghana – traditionel koloniarkitektur, optaget 1979[119]
- Traditionelle ashantibygninger – minder om tidligere statsdannelse, optaget 1980[120]